# Esleipni
En la mitologia escandinava, Esleipni o Eslèipnir (en norrè Sleipnir) és el cavall d'Odin, el més fidel dels corsers i també el més ràpid, ja que té vuit cames. Pot anar per terra, mar i aire. És fill de Loki amb el cavall d'un gegant a qui li va robar per no perdre una juguesca. Els estudiosos de la mitologia nòrdica li atribueixen propietats xamàniques. Les vuit potes podrien venir dels funerals medievals, on dos cavalls portaven el cos del difunt.